# Furon
Le Furon ou canal du Furon est une petite rivière du Sud-Est de la France, dans le département de l'Isère, en région Auvergne-Rhône-Alpes, et un affluent de la rive gauche de l'Isère, donc un sous-affluent du Rhône.

## Géographie

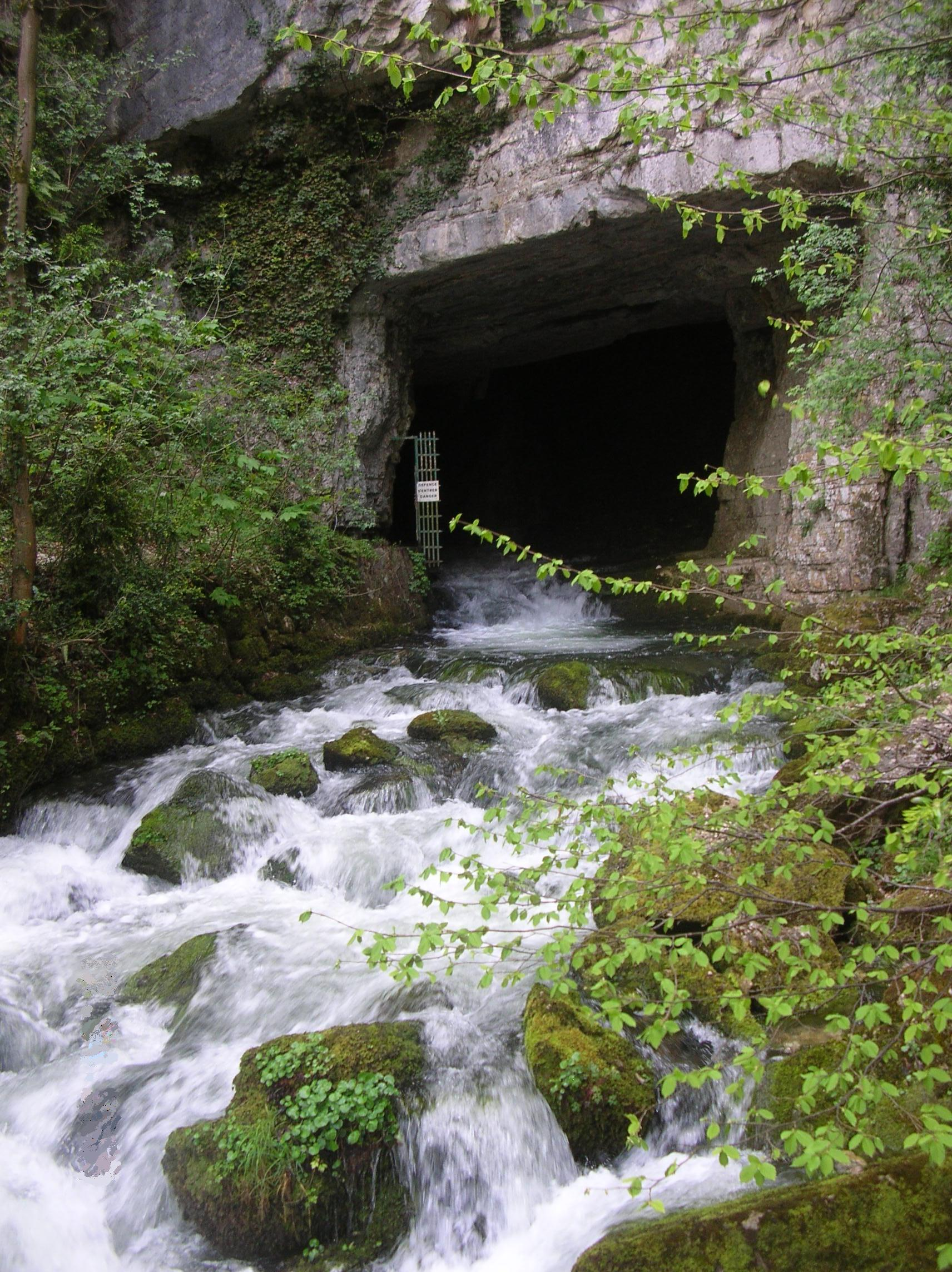
Entrée des cuves de Sassenage après passage dans le gouffre Berger..

Le Furon prend sa source au sud-est du bourg de Lans-en-Vercors à 1 293 mètres d'altitude et rejoint l'Isère sur la commune de Noyarey à 201 m d'altitude. Cette commune se situe au nord de Sassenage et de Grenoble. Il parcourt ainsi 20,7 km.
Ce cours d'eau, considéré comme un ruisseau dans sa partie amont, chemine entre des zones de pâturage puis il descend très rapidement du val de Lans dans des gorges jusqu'au barrage d'Engins, qui dérive une part de l'eau vers une conduite forcée débouchant à la centrale hydroélectrique de Sassenage.
Après sa confluence avec le Germe issu des Cuves de Sassenage (cavité comptant parmi les Sept merveilles du Dauphiné en liaison avec le gouffre Berger, situé sur le massif du Vercors), puis avec l'eau dérivée via la centrale, le Furon traverse la commune de Sassenage et prend pleinement son statut de « canal ».

### Communes et canton traversés
Dans le seul département de l’Isère, le canal du Furon traverse successivement les quatre communes suivantes, de l'amont vers l'aval, de Lans-en-Vercors source), Engins, Sassenage, Noyarey (confluence),.
Source et confluence se font donc dans le canton de Fontaine-Vercors, qui se situe dans l'arrondissement de Grenoble.

### Bassin versant
Le canal du Furon traverse les deux zones hydrographiques suivantes « L'Isère du Drac à la Vence » (W300)
« L'Isère de la Vence à la Roize incluse » (W302),.

### Organisme gestionnaire
L'organisme gestionnaire est le Symbhi ou Syndicat mixte des bassins hydrauliques de l'Isère.

### Géologie

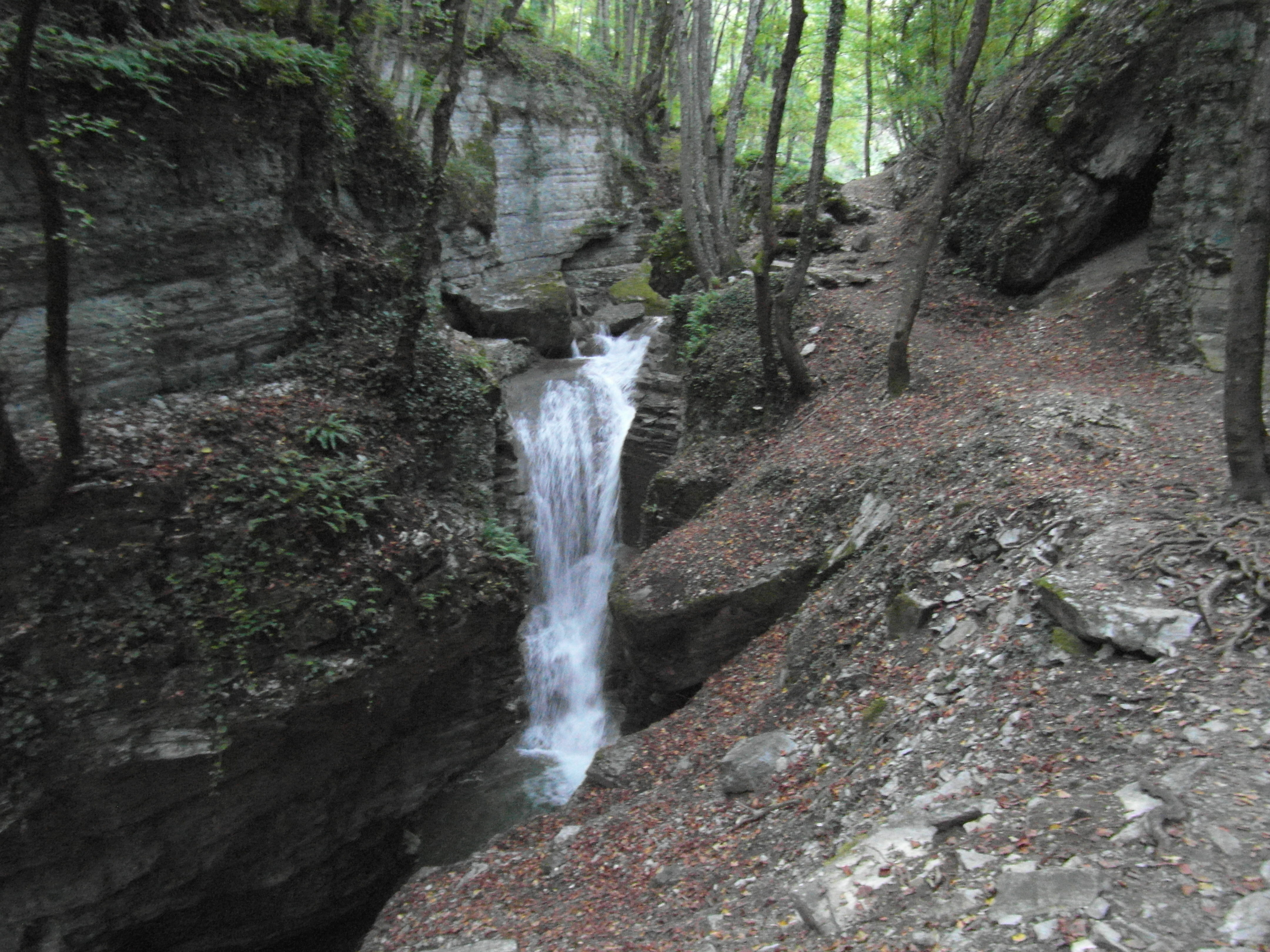
Cascade du Furon sous les cuves de Sassenage.

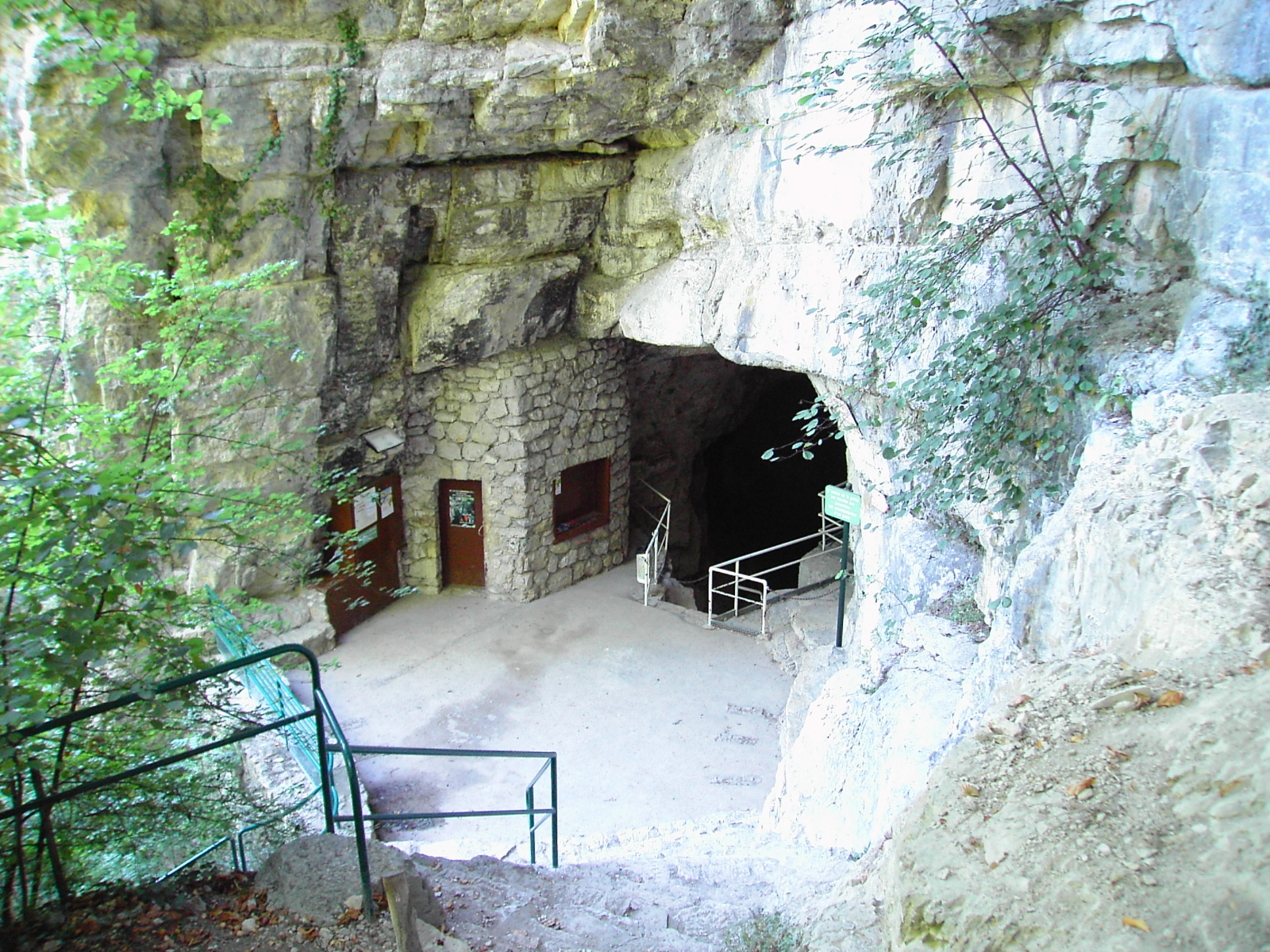
Entrée des cuves de Sassenage.

Hormis les cuves de Sassenage, le Furon cache une autre merveille du Dauphiné. Dans la montagne aux environs de Sassenage, en particulier dans le lit du Furon et au pied d'une falaise éloignée du village, on trouve, dit-on, les pierres ophtalmiques de Sassenage, également dénommées larmes de Mélusine ou pierres d'hirondelle. Certains leur attribuent le pouvoir de soigner les yeux irrités par des poussières. Il s’agit d'orbitolines, fossiles lenticulaires dont la forme, la taille et la couleur correspondent aux descriptions faites par les anciens, au poli très fin, et très doux au toucher.

## Affluents
Le canal du Furon a cinq tronçons affluents depuis sa source, tous sans affluent donc de rang de Strahler un :
- le Bruyant (rd[note 4]), 1,2 km traverse Saint-Nizier-du-Moucherotte, Lans-en-Vercors et Engins ;
- le ruisseau de Chasau (rg), 1,8 km traverse Lans-en-Vercors et Engins ;
- le ruisseau de Rivet (rg), 2 km traverse Engins ;
- le Germe, exsurgence des Cuves de Sassenage.
- la Petite Saône (rd), 2,8 km traverse Sassenage et Fontaine entre le parc de la Poya et le parking d'un hypermarché sous une forme souterraine[8].

### Rang de Strahler
Le rang de Strahler du Furon est donc de deux.

## Hydrologie
Son régime hydrologique est dit pluvial.

### Climat de l'Isère
Pour un article plus général, voir Climat de l'Isère.

### Les crues
Évoquées dès le XVIIe siècle, les crues torrentielles du Furon ont ponctuellement inondé les rues et les habitations du bourg de Sassenage en endommageant également les cultures. Des aménagements ont été réalisés au XIXe siècle dans la traversée du village pour limiter les débordements du torrent, mais ils s'avèrent, aujourd'hui, insuffisants.
Face à ce risque de crues, mis en évidence grâce à une étude menée en 2011 par l’association syndicale de Comboire à l’Échaillon (ASCE) qui avait alerté la mairie de Sassenage sur les risques d’instabilité et de brèche en cas de crue centennale des ouvrages de protection du Furon, des travaux d'aménagement de la digue du Furon ont été entrepris par la commune dès le début de l'année 2015.
À la suite de ces travaux, des passes à poissons seront installées pour permettre le passage de certaines espèces telles que les truites.

## Aménagements et écologie

### Sports
Le lit du Furon est connu pour la pratique du canyoning, composé de deux parties, l'une sur la commune d'Engins, l'autre sur la commune de Sassenage. C'est l'une des descentes les plus fréquentées du massif du Vercors. Elle est composée de deux parties, la première partie commence au pont Mayouse et se termine 950 m plus bas, la seconde partie commence au-dessus des cuves de Sassenage et se termine à l'entrée de la ville. Ce site est réglementé par arrêté préfectoral et seuls les adhérents à la FFME, au CAF, à la FFS et à la FFCK, ainsi que les professionnels sont autorisés à pratiquer.

## Le Furon dans l'Art
Le Furon a été peint par l'artiste peintre française et iséroise Eugénie Gruyer-Brielman avant 1921.

## Galerie

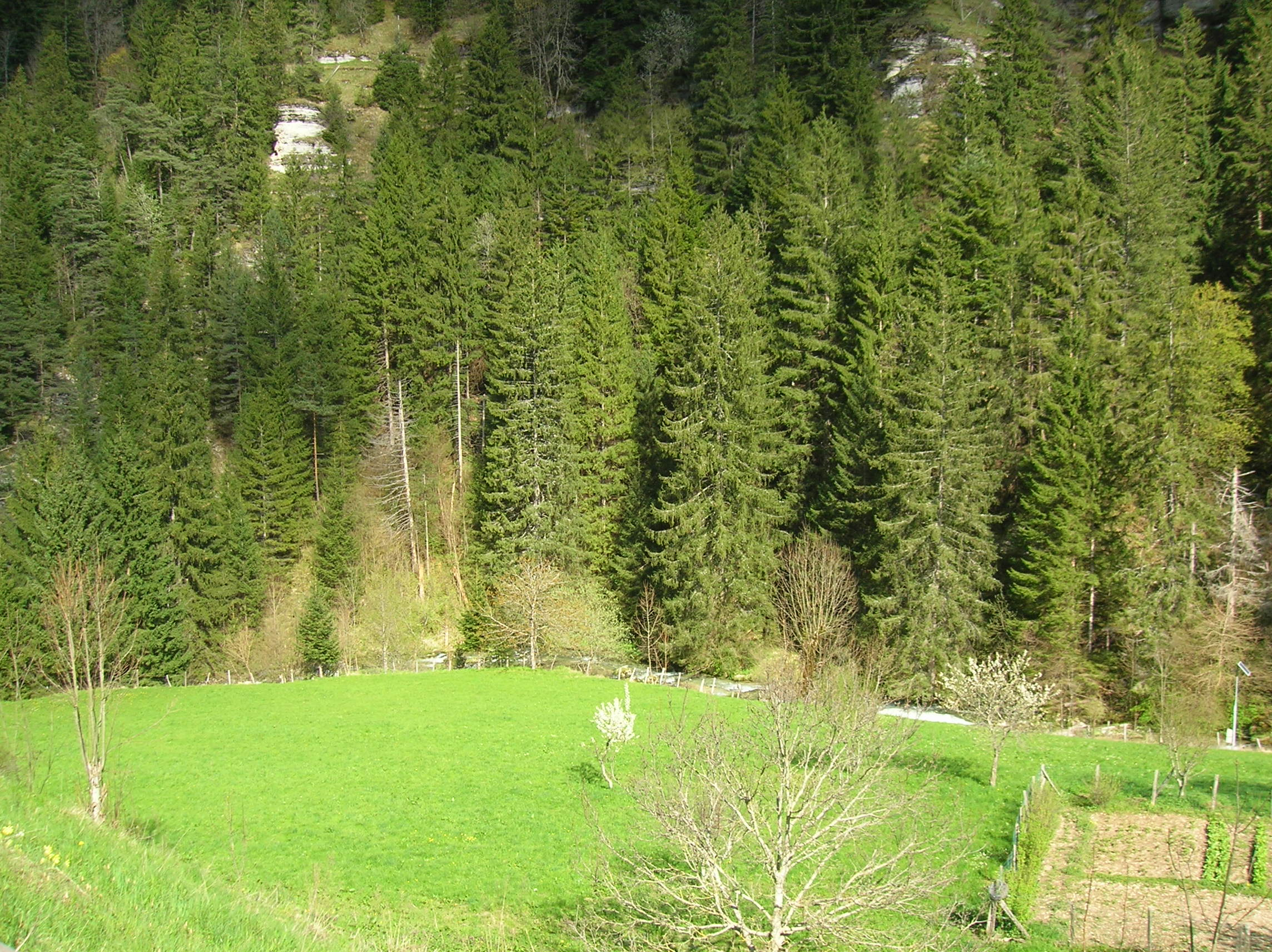
Le Furon aux Jeux à Engins.
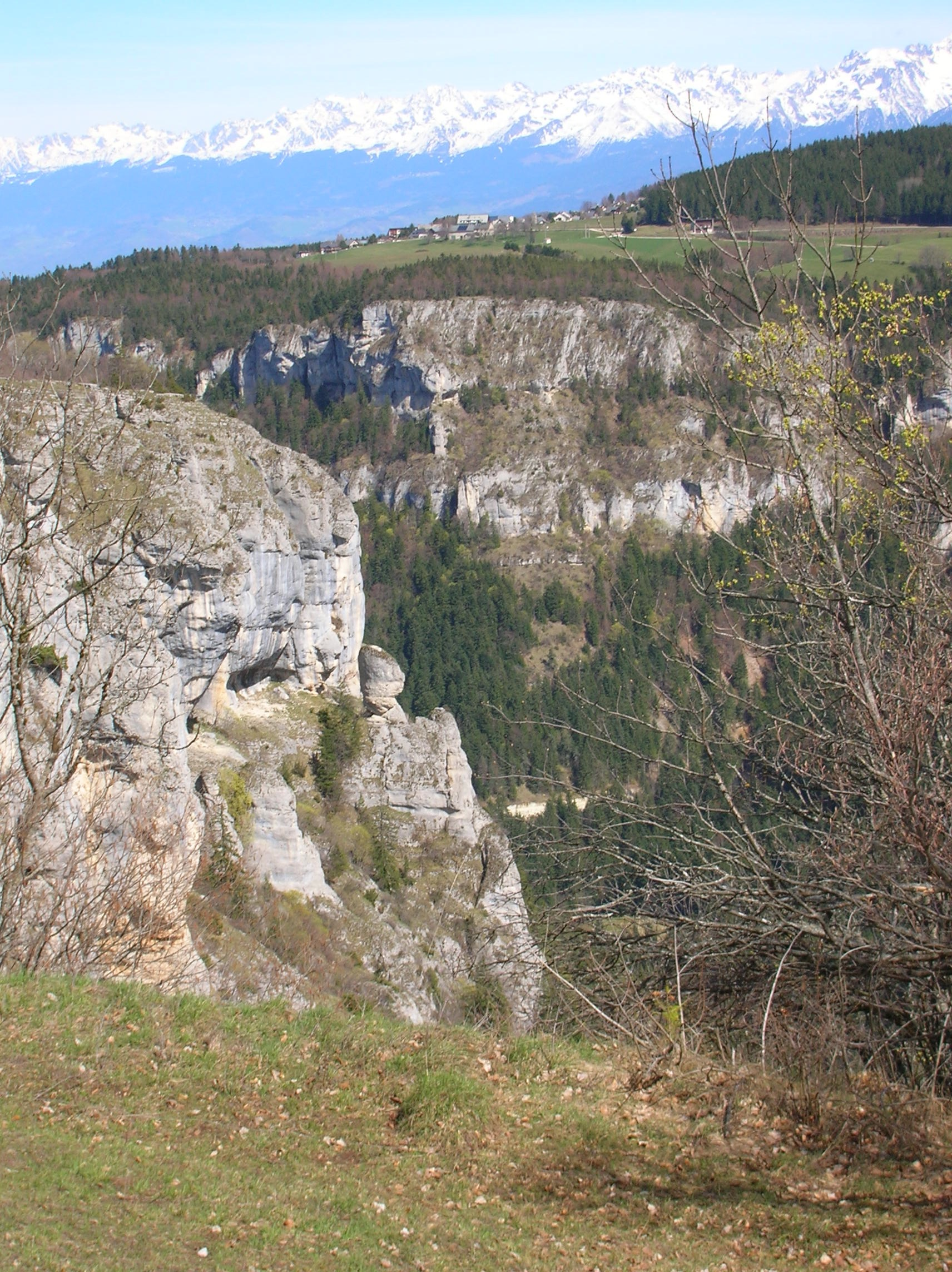
Gorges du Furon et Saint-Nizier-du-Moucherotte.
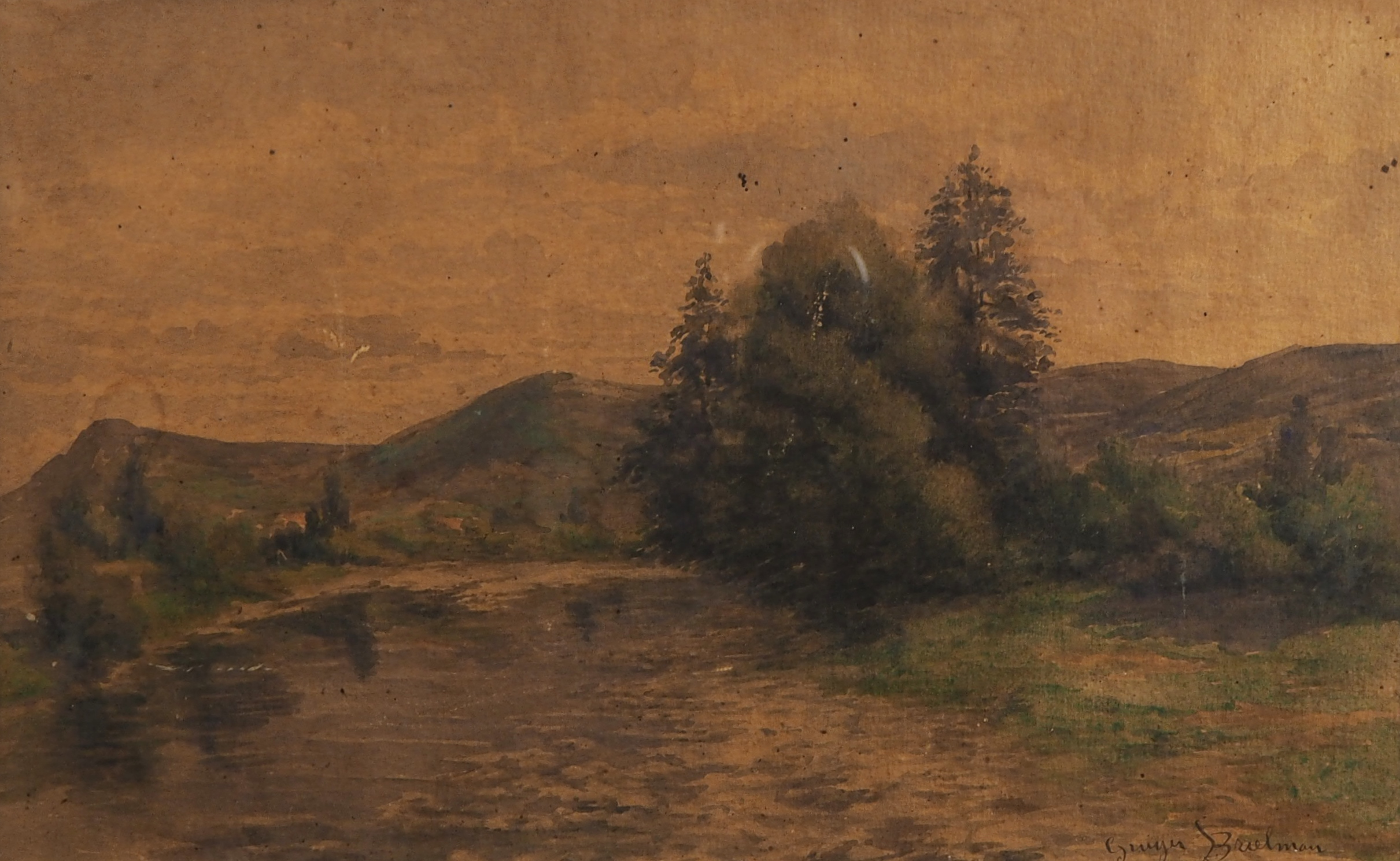
Vue du Furon vers le Rolandière par Eugénie Gruyer-Brielman. Aquarelle signée en bas à droite. 20,5 x 33,5 cm.
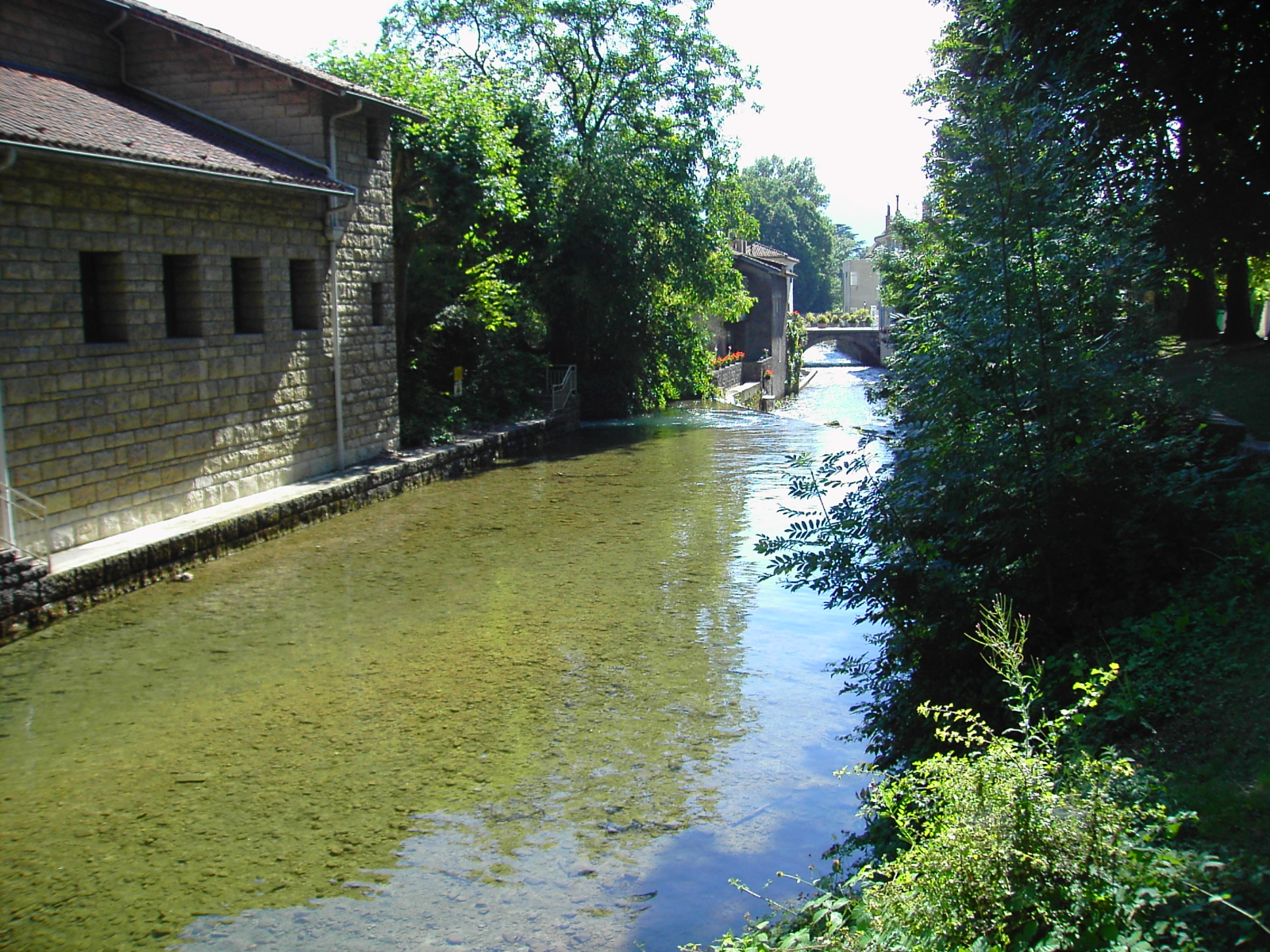
Le Furon à Sassenage.
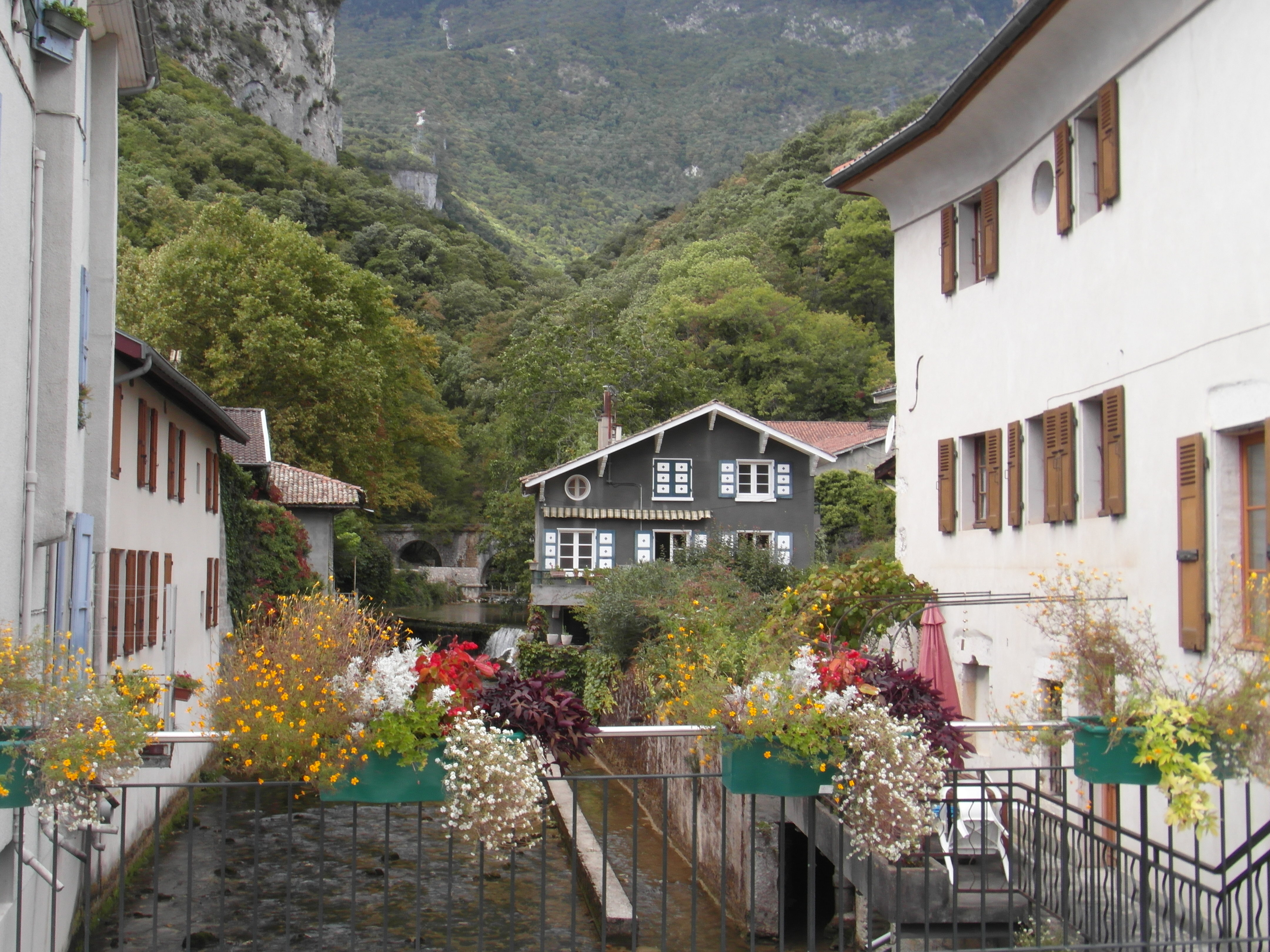
Le Furon à l'entrée de Sassenage.
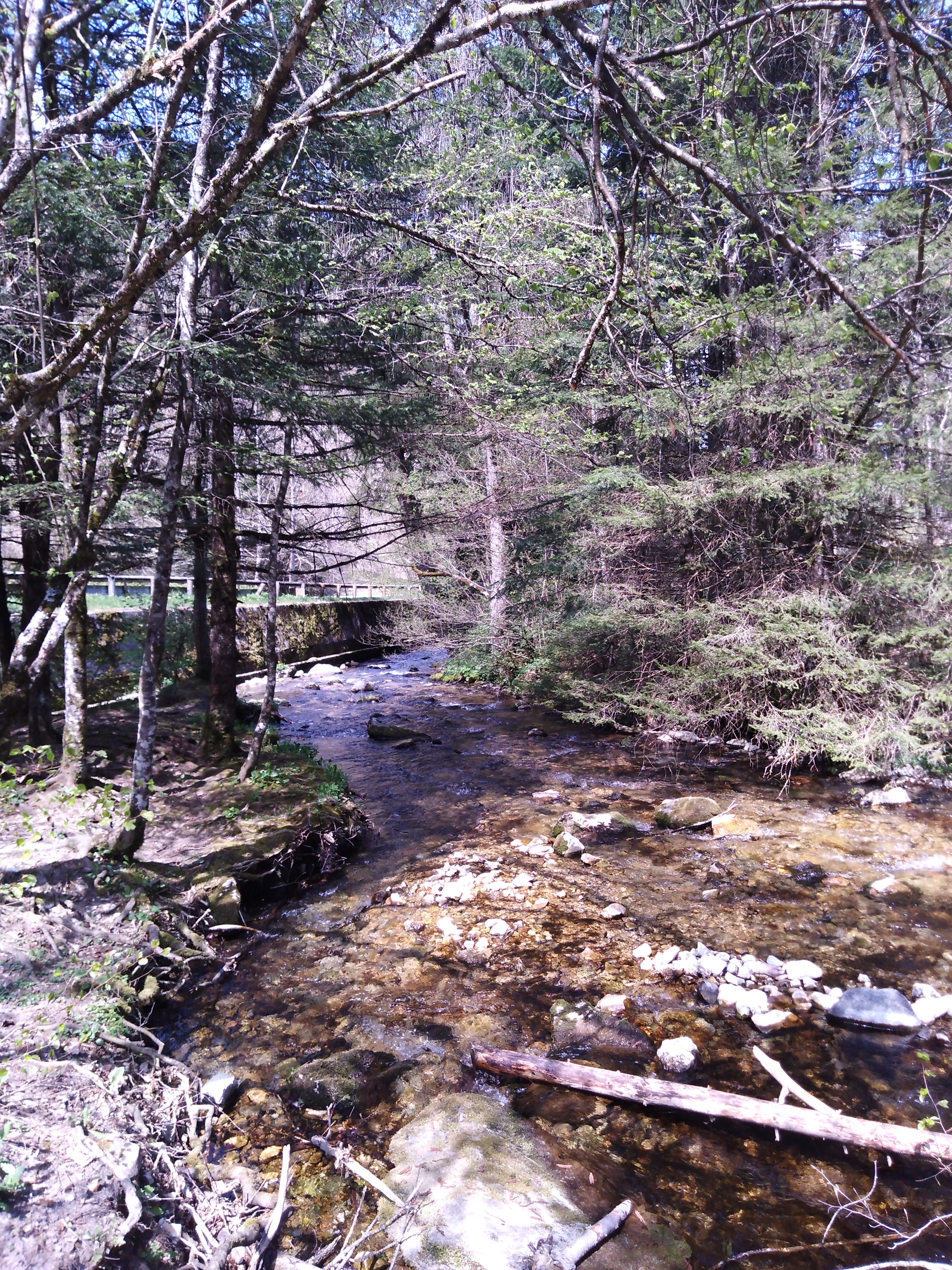
Confluence du Furon et du Bruyant.